# CLX
CLX (Component Library for Cross Platform) — это кроссплатформенная библиотека для разработки программ в операционных системах Microsoft Windows и Linux. Она разработана в марте 2001 года компанией Borland для использования в первом релизе среды разработки Kylix. В настоящее время библиотека включена практически во все среды разработки компании Borland.
Безусловно, библиотека компонентов CLX более бедна по сравнению с VCL. Тем не менее, её компоненты позволяют создавать полноценные приложения. В целом состав компонентов CLX напоминает Палитру компонентов ранних версий Delphi. Библиотека CLX загружается в Палитру компонентов при открытии существующего или создании нового проекта CLX.
Все компоненты CLX, имеющие аналоги в VCL, а таких большинство, имеют те же имена, что и компоненты VCL. Так как при переносе компонентов из Палитры компонентов на форму соответствующие модули подключаются в проект автоматически, никаких проблем с двойным наименованием не возникает.